# Ordynariat personalny
Ordynariat personalny – typ jednostki kościelnego podziału administracyjnego, spotykany w Kościele katolickim.  Podstawową cechą odróżniającą ordynariaty personalne od innych rodzajów administratur katolickich jest odmienne kryterium przynależności wiernych i duchownych. W przypadku takich jednostek jak diecezja (eparchia) czy wikariat apostolski (egzarchat), kryterium tym jest określone geograficznie terytorium. Ordynariaty personalne tworzone są dla grup wiernych, które z różnych powodów pozostają wyłączone z lokalnych, terytorialnych struktur kościelnych, pozostają jednak w pełnej komunii (łączności) z Kościołem katolickim jako całością i podlegają władzy papieża, a także mają ustanowionego własnego ordynariusza i katedrę.
Za najbardziej ogólną podstawę kanoniczną do tworzenia ordynariatów uważa się kanon 368 KPK i odpowiadające mu kanony 311-313 KKKW, natomiast znacznie bardziej szczegółowe uregulowania tej materii znajdują się w innych aktach papieskich, jak konstytucje apostolskie czy adhortacje.

## Ordynariaty polowe
Ordynariaty polowe to administratury kościelne tworzone z myślą o opiece duszpasterskiej nad członkami sił zbrojnych (w niektórych krajach także innych służb mundurowych) i ich rodzinami. Podstawową funkcją pracujących w takich ordynariatach księży jest posługa kapelanów wojskowych. Zwierzchnik ordynariatu polowego nosi tytuł biskupa polowego, a jego katedra nazywana jest katedrą polową. Od 1986 aktem prawa kościelnego regulującym ich działanie jest konstytucja apostolska Spirituali militum curae, wydana przez papieża Jana Pawła II.
W Polsce tego typu jednostką jest Ordynariat Polowy Wojska Polskiego z siedzibą w Warszawie, na czele którego stoi aktualnie biskup Wiesław Lechowicz.

## Anglicanorum coetibus
Drugą co do wielkości grupą ordynariatów personalnych spotykanych we współczesnym Kościele są ordynariaty utworzone na mocy konstytucji apostolskiej Anglicanorum coetibus, wydanej przez papieża Benedykta XVI w listopadzie 2009. Ordynariaty te przeznaczone są dla wiernych Kościołów anglikańskich, którzy decydują się na przejście do Kościoła katolickiego. Wspólnoty te mogą zachować dotychczasowe zwyczaje, liturgię itd. Duchowni dokonujący konwersji są wyświęcani na nowo. Byli księża anglikańscy posiadający przed konwersją żony mogą pozostać w stanie duchownym, choć każdy z nich musi na to uzyskać indywidualną zgodę Stolicy Apostolskiej, jak również własnej żony. Mogą jednakże być wyświęceni tylko na diakonów lub prezbiterów, nawet jeśli jako anglikanie byli biskupami. Kapłani wyświęcani po raz pierwszy zobowiązani są do zachowania celibatu, identycznie jak ich koledzy z innych administratur. Kierujący ordynariatami ordynariusze nie muszą posiadać sakry, jednak nawet jako prezbiterzy cieszą się pełnią uprawnień kanonicznych równych biskupowi diecezjalnemu, z wyjątkiem wykonywania czynności pontyfikalnych, przede wszystkim wyświęcania nowych kapłanów.
Przykłady:
- Ordynariat Personalny Matki Bożej z Walsingham
- Ordynariat Personalny Katedry Świętego Piotra
- Ordynariat Personalny Matki Bożej Krzyża Południa

## Ordynariaty obrządków wschodnich
W niektórych państwach, gdzie dominującą gałęzią katolicyzmu jest Kościół łaciński (rzymskokatolicki), jednak żyje tam również pewna liczba wiernych katolickich Kościołów wschodnich, tworzone są dla nich ordynariaty personalne, posiadające właściwą dla tych obrządków liturgię, a także odrębne duchowieństwo itd. Z reguły na ich czele stoi jeden z biskupów rzymskokatolickich, któremu papież powierzył szczególną troskę o wiernych innych obrządków katolickich w danym kraju.
W Polsce działa na tej zasadzie ordynariat dla wiernych obrządków wschodnich w Polsce, który połączony jest unią personalną z rzymskokatolicką archidiecezją warszawską, co oznacza, iż każdy kolejny arcybiskup warszawski staje się także  zwierzchnikiem ordynariatu. W praktyce obejmuje on głównie wiernych obrządku ormiańskiego, natomiast Kościoły działające w oparciu o ryt bizantyjski, w szczególności Kościół katolicki obrządku bizantyjsko-ukraińskiego, mają w Polsce odrębne struktury.

## Podobne jednostki
W Kościele katolickim występują też dwa inne typy administratur personalnych, w których kryterium przynależności wiernych i kapłanów również nie ma charakteru terytorialnego. Są to prałatura personalna Opus Dei oraz apostolska administratura personalna Świętego Jana Marii Vianneya.